# Katthult
Katthult är namnet på gården där den fiktiva figuren Emil i Lönneberga bodde. Gården är filmatiserad genom byn Gibberyd i Rumskulla socken, Vimmerby kommun. 
Böckerna om Emil är författade av Astrid Lindgren. När böckerna om Emil i Lönneberga skulle filmatiseras 1970 valdes en av de fyra gårdarna i byn Gibberyd utanför Rumskulla ut som inspelningsplats.

## Historik
Katthult är en av fyra gårdar i byn Gibberyd. Samma familj har varit ägare till gården sedan år 1898. När böckerna om Emil i Lönneberga skulle filmatiseras 1970 valdes en av de fyra gårdarna i Gibberyd ut för filminspelningen. Böckerna om Emil är författade av Astrid Lindgren. Gården var en vanlig bondgård fram tills man började att spela in filmerna på gården.
Gården passade som inspelningsplats av flera orsaker. Precis som Astrid Lindgren beskriver gården i böckerna låg gården vackert bland körsbärsträd och syrener. Dessutom fanns så gott som alla byggnader redan på plats. Den enda byggnaden som inte fanns innan filminspelningen var snickeboan som byggdes upp av filmteamet. En fördel var att gården låg förhållandevis ostört, och ingen skulle kunna störa inspelningsarbetet. Dessutom låg gården i en vacker sluttning som gjorde att det var möjligt att få vackra och funktionella kameravinklar. I bruk fanns redan katt, kor och hästar på plats.I ladugården och drängstugan kunde en del scener spelas in. Boningshuset var dock modernt och bebott, varför de flesta inomhusscener spelades in i en studio som var uppbyggd i Mariannelunds folkhögskola. En del av scenerna från snickeboan spelades in på gården, medan andra scener spelades in i studion.
Gården har sedan början av 2000-talet fått det officiella namnet Katthult och har blivit en turistattraktion för alla de som vill se inspelningsplatsen för Emilfilmerna och uppleva den småländska sekelskiftesmiljön. Katthult är öppet för besök sommartid och besöks varje sommar av cirka 50 000 turister.[källa behövs]
Verksamheten drivs idag som ett familjeföretag. Emils snickeboa, en handelsbod och ett hönshus på gården brann ned natten till den 27 augusti 2005, efter en rad av mordbränder i kommunen. En ny identisk snickarbod byggdes upp och blev klar våren 2006.[källa behövs]

## Galleri

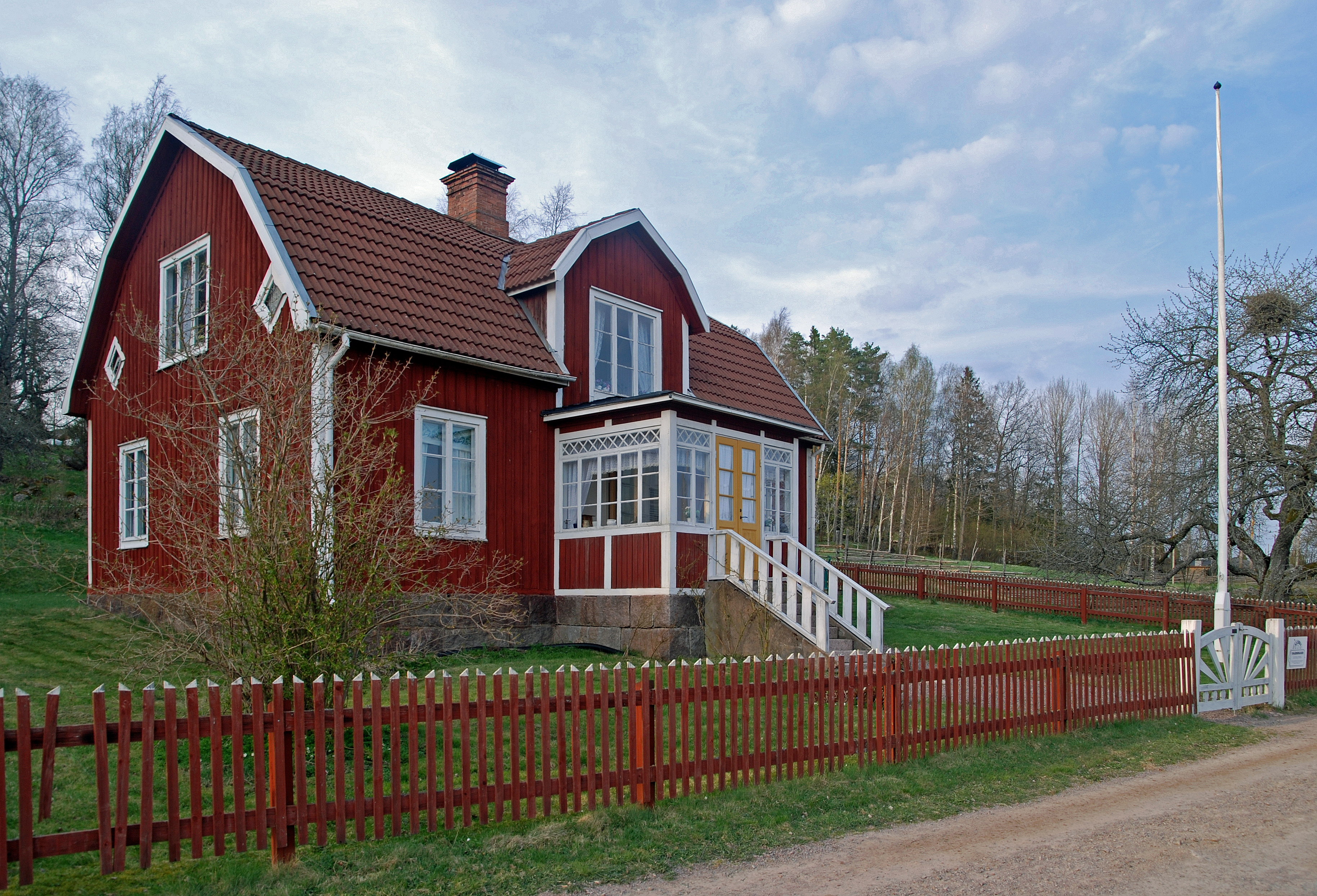
Huvudbyggnaden, 2009.
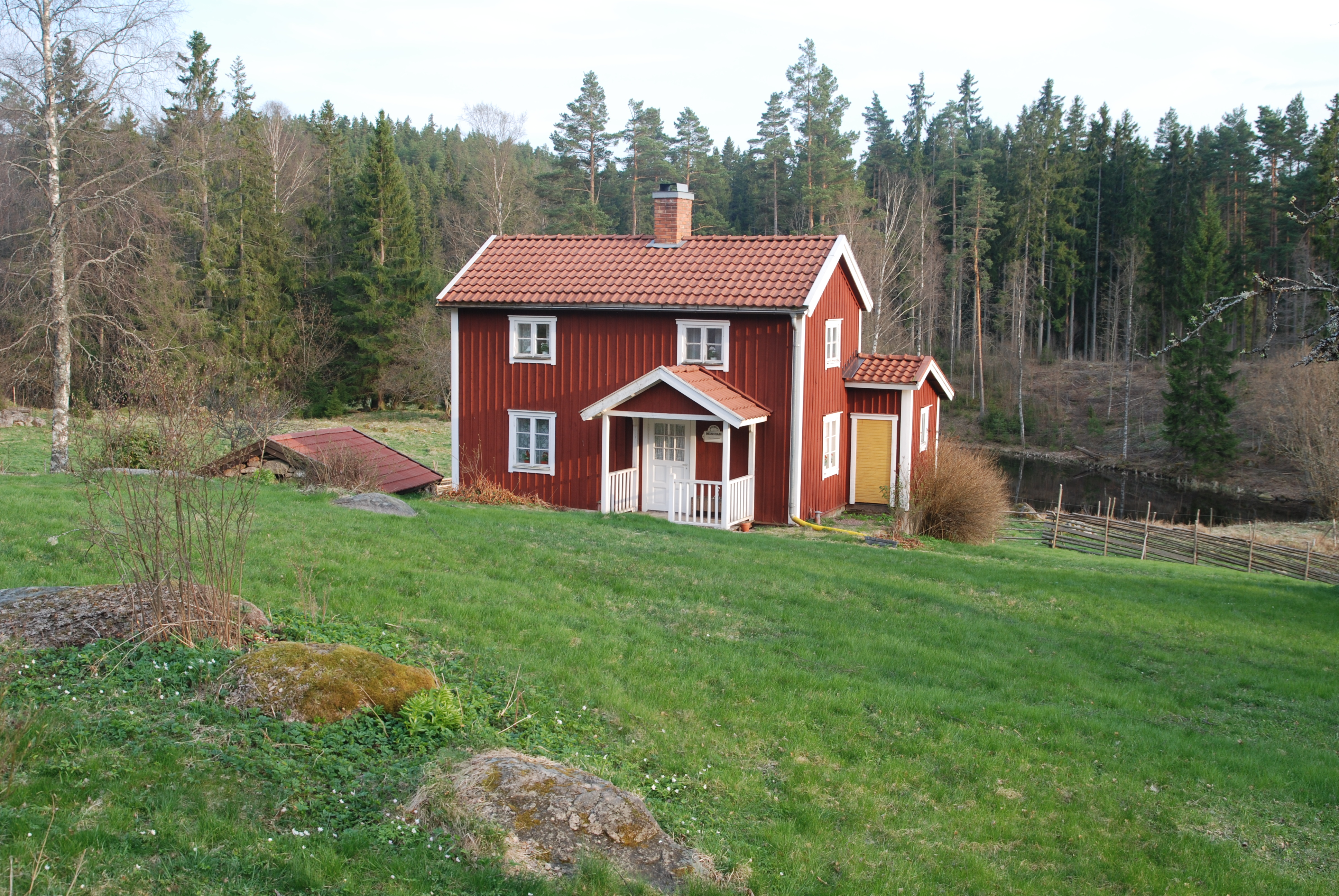
Huset där drängen Alfred bodde i filmen, 2009.
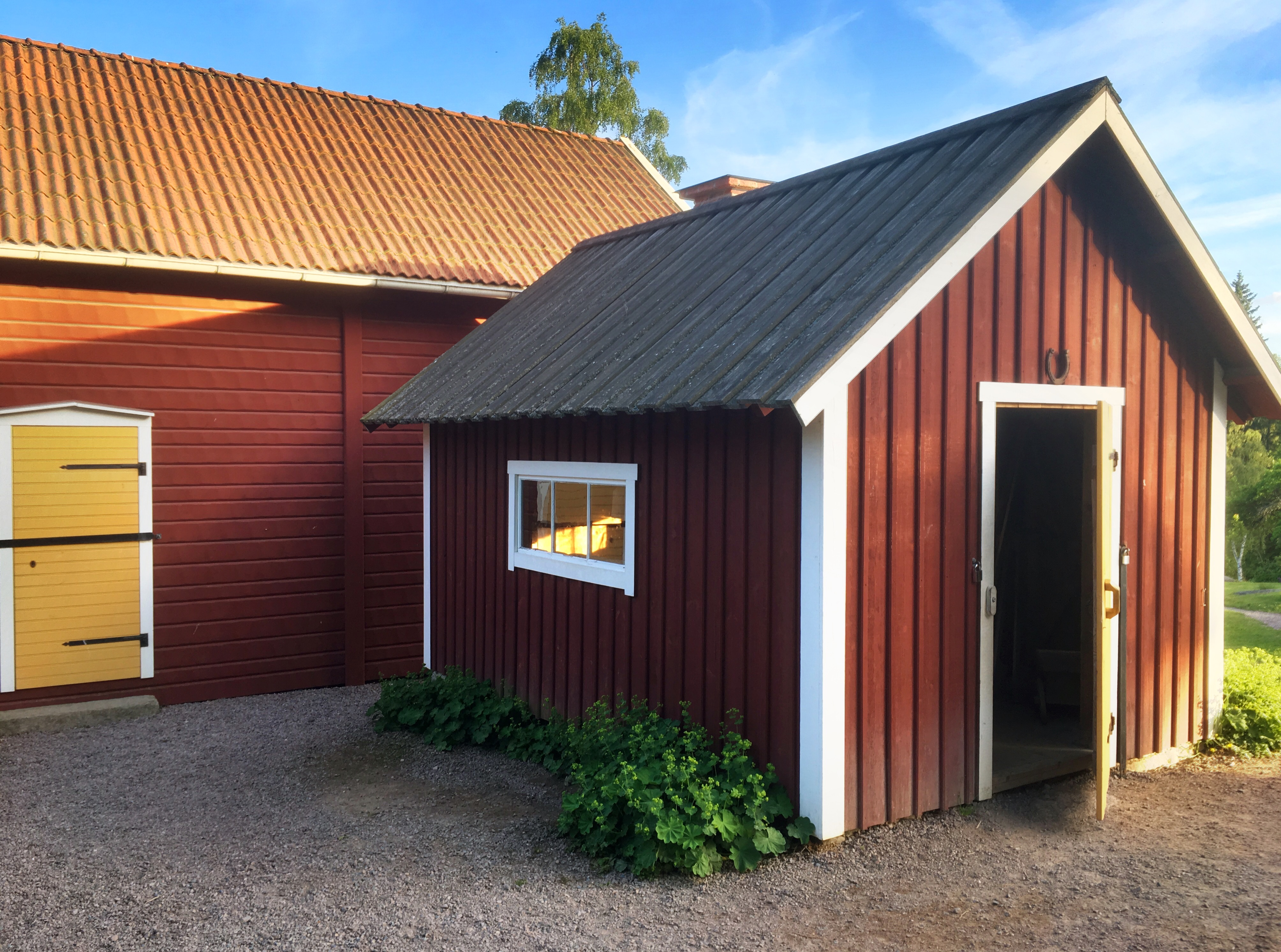
Snickarboden, 2017.